# Fraggle Rock
Fraggle Rock és una sèrie de televisió per a xiquets que té un total de 4 temporades i 96 episodis. La sèrie es va emetre originalment del 10 de gener de 1983 fins al 30 de març de 1987 en les cadenes: CBC Television del Canadà, ITV del Regne Unit, HBO dels Estats Units i TV1 de Nova Zelanda. Es va emetre TV3 als anys 90.
La sèrie barrejava actors reals i titelles dissenyats per Jim Henson. Tenia lloc en diversos mons interconnectats. El món humà, anomenat "món exterior", està representat per Doc, un inventor que no és conscient de l'existència dels altres mons. Un fraggle, Matt, l'explora i envia postals al seu món d'origen. Doc té un gos que sí que ha vist les altres criatures i intenta caçar-les o cridar l'atenció del seu amo, però no ho aconsegueix. El món dels fraggles és subterrani i conté els protagonistes de la sèrie que viuen en un estat de gaudiment infantil. La seva única preocupació és aconseguir menjar de dues fonts diferents: els raves de l'hort dels goris, uns titelles gegants camperols, i les construccions que creen endins la cova general els petits curris, sempre enfeinats.